# Никола Христов (генерал-лейтенант)
Вижте пояснителната страница за други личности с името Никола Христов.
Никола Христов Христов е български офицер, генерал-лейтенант.

## Биография
Роден е през 1891 година. Завършва Военното училище в София. От 9 януари до 8 септември 1944 година е началник на Трета армия. Организира транспортирането до София на немски екипажи на торпедни катери. Ръководи и преследването на партизани.
На 8 септември, след като местните комунисти завземат властта във Варна, Никола Христов е арестуван от тях и отведен в сградата на общината, където е убит. Участници в събитията дават противоречиви сведения за прекия извършител на убийството. Според Георги Костов Христов е разстрелян от политзатворника Ангел Георгиев и секретаря на Окръжния комитет на Българската комунистическа партия за Варна Ламбо Теолов. Други източници сочат като негов убиец самия Костов. Според някои съвременни изследователи причина за убийството му може би е опит за прикриване на агентура на армията сред комунистите.

## Военни звания
- Подпоручик (17 ноември 1912)
- Поручик (2 август 1915)
- Капитан (18 септември 1917)
- Майор (6 май 1924)
- Подполковник (6 май 1928)
- Полковник (6 май 1935)
- Генерал-майор (3 октомври 1940)
- Генерал-лейтенант (6 май 1944)